# Форд Галлам
Форд Галлам (англ. Ford Hallam) (8 червня 1963, Мюнстер, Федеративна Республіка Німеччина — 10 серпня 2024, Дартмут, Велика Британія) — британський художник-золотар, майстер традиційної японської металообробки, експерт-реставратор, популяризатор мистецтва оздоблення старовинної японської холодної зброї. Консультант Британського музею, Музею мистецтв Вікторії й Альберта, Ешмолівського музею мистецтва та археології, Бостонського музею витончених мистецтв з питань збереження та інтерпретації японських металевих виробів. Консультант програми аналітичних досліджень оправи японської холодної зброї з метою вивчення конкретних проблем традиційної металургії (Музей Фіцвільяма Кембриджського університету).
Роботи Форда Галлама зберігаються у приватних колекціях Бельгії, Великої Британії, Канади, Німеччини, США, Франції та Японії, також у музеях Великої Британії (Музей мистецтв Вікторії й Альберта у Лондоні та Бірмінгемському музеї) і Японії (Kiyomizu Sannenzaka Museum в Кіото та Kyoto Seishu Netsuke Art Museum).

## Родина
Батько — Брайан Галлам (Brian Hallam), на момент народження Форда військовий британської армії, згодом службу залишив.
Матір — Еріка Галлам (Erica Hallam), танцівниця балету з класичною освітою. Навчалася у Ротердамській академії танцю (Нідерланди) у Коррі Гартонг (Corrie Hartong, 1906—1991). Також вивчала сучасний танець у Джульярдській школі музики (Нью-Йорк, США). Після народження дітей танцювальну кар'єру залишила, проте давала уроки танців.
Молодші брати:
- Клайв Галлам (Clive Hallam, нар. 1965), професійний різьбяр нецке, реставратор.
- Гай Галлам (Guy Hallam).

Діти:
- Кайл Девід Токі Галлам (Kyle David Toki Hallam, нар. 1992), під керівництвом Форда навчався традиційній японській металообробці, займається образотворчим мистецтвом (скульптура, живопис).
- Джоел Галлам (Joel Hallam, нар. 2002), золотар.

## Життєпис

### Дитячі роки
За спогадами Форда Галлама, оприлюдненими 2006 року під час виступу у Центрі культурного обміну «Hishio» міста Katsuyama (префектура Окаяма, Японія), народився він 8 червня 1963 року у британському військовому госпіталі міста Мюнстер (Зх. Німеччина), проте кілька перших років його життя пройшли у постійних переїздах Європою у зв'язку із військовою службою батька. У 1967 році родина Галламів, маючи вже 2 дітей, емігрувала до Південної Африки. До 6 років жив із батьками у місті Масеру, столиці африканського королівства Лесото. Покинувши військову службу, батько працював на уряд Лесото, встановлюючи радіостанції в горах по всій країні. У 1970 році у розпал збройних сутичок між прихильниками проурядової Національної партії та прихильниками опозиційної їй Партії конгресу басото родина була змушена тікати з країни. Подальші дитячі роки пройшли у місті Vredenburg (на той час Капська провінція Південно-Африканської Республіки) серед африканерів — нащадків голландських, німецьких, французьких та бельгійських колоністів. Навчаючись у школі, оволодів африкаанс (зі слів Форда він був одним із трьох англомовних хлопців у школі) та грав у складі шкільної команди з регбі. У шкільні роки познайомився із Брентом Сандоу (Brent Sandow, згодом відомий майстер з виготовлення ножів), чий батько подарував Форду його перший ніж ручної роботи та дозволяв працювати у своїй майстерні. У 1979 році на останньому році навчання у школі почав відвідувати вечірні заняття з виготовлення ювелірних виробів під керівництвом Джона Едвардса (John Edwards). Створення виробів з металу настільки вразило Форда, що всупереч волі батька стати юристом він повністю занурився у своє захоплення.

### Навчання та робота
1980 — після закінчення середньої школи працював неповний робочий день барменом і завершив базовий курс у школі мистецтв Ruth Prowse (Кейптаун, Південно-Африканська Республіка).
1980—1985 — навчання у німецького майстра-золотаря Уве Кеттера (Uwe Koetter, 1937—2021). Склав професійний іспит і отримав кваліфікацію з відзнакою — «золотар, закріпник діамантів у дорогоцінних металах» (Кейптаун, Південно-Африканська Республіка).
1988 — разом із молодшим братом Гайем приїхав до Лондона з метою навчання та продовження дослідження традиційної японської техніки металообробки. Завдяки люб’язності власника магазину «Nihon Token» (Японський меч) Майклу Діну (Michael Dean, ? — 2013) отримує можливість вивчати на історичних зразках деталі майстерності японської металообробки та дизайну. Згодом дружина Майкла Hiroko Tsuji познайомить Форда та його майбутнього учителя Izumi  Koushiro (16 квітня 1946 — 8 січня 2025).
1991 — переїзд до садиби «Tregender» у селі Crowlas (що між містами Пензанс та Сент-Айвс) графства Корнуолл (Південно-Західна Англія). Створив майстерню та почав досліджувати техніку виготовлення цуба. Розробив оригінальний підхід до ручного різьблення сталі за допомогою різців ручної роботи. Розпочав власні дослідження патинування чорних металів. За пропозицією спеціалізованого торговця цуба та іншою фурнітурою для мечей Грема Геммелла (Graham Gemmell) подав заявку на стипендію ім. Вінстона Черчілля для подорожей з метою навчання.
1993, осінь — перший візит до Японії. Завдяки стипендії ім. Вінстона Черчілля отримав можливість 10-тижневого навчання традиційній японській техніці обробки металу безпосередньо в Японії. Навчався у Izumi  Koushiro Sensey, для чого попередньо впродовж 3-х місяців вивчав японську граматику та термінологію пов'язану із металообробкою та мистецтвом. Вивчав nunome-zogan (подібна до дамаскування техніка нанесення орнаменту, дослівно з японської «плетіння тканини») у «ningen kokuhō» (живого національного скарбу Японії) сенсея Kashima Ikkoku III (1898—1996) і його онука Kashima Kazuo (нар. 1958).
1994, весна — другий візит до Японії. За підтримки Kashima Ikkoku III отримав 2-місячний грант «Bunka-Cho» (Японського агентства з питань культури), спонсором якого є Японська асоціація художніх ремесел. Вивчав техніку tankin (отримання порожнистої форми металу шляхом його виколочування) у майстра Kenji Io (нар. 1945). У  сенсея Tamagawa Norio  (нар. 1942, у 2010 році отримав титул «ningen kokuhō») вивчав процес мокуме-гане.
1994, осінь — третій візит до Японії. Другий грант на 10-тижневе навчання від «Bunka-Cho».
1995 — переїзд до містечка Chippenham (графство Вілтшир, Велика Британія). Майже 10-річний період робіт з реставрації металоконструкцій періоду Мейдзі для спеціалізованих дилерів у Лондоні.
2006 — переїзд до Південно-Африканської Республіки (Кейптаун).
2014 — переїзд до Великої Британії (Торкі, графство Девон).
2016 — облаштування власної навчальної студії «Following the Iron Brush» у Торкі (графство Девон, Велика Британія).
2018 — переїзд до міста Brixham (графство Девон, Велика Британія).
2024 — через ускладнення, викликані тривалим аутоімунним захворюванням, помер 10 серпня (Дартмут, графство Девон, Велика Британія).
2024 — похований 9 вересня на природному похованні «Sharpham Meadow» у маєтку «Sharpham» поблизу села Ashprington, що у 3-х милях від містечка Totnes (графство Девон, Велика Британія).

## Нагороди та досягнення
1992 — 3-є місце із відзнакою «nyusen» (入選 — робота, що оцінюється суддями як справжня цуба в кращих традиціях японського дизайну та майстерності) на щорічному конкурсі «Shinsaku Meito Ten» Товариства збереження японських художніх мечів (Nihon Bijitsu Token Hozon Kyokai — NBTHK).
1992 — 3-й приз за ніж на конкурсі дизайну столового приладдя Sakai (Сакай, Японія).
1993 — 15-е  місце із відзнакою «nyusen» на щорічному конкурсі «Shinsaku Meito Ten» NBTHK. 
1996—2005 — участь у конкурсах «Shinsaku Meito Ten» NBTHK. Всі подані роботи (цуба) отримали «nyusen».
2010 — нагорода «Gijutsu shorei sho» (技術奨励作, заохочувальна нагорода за навички) на 1-му конкурсі Товариства сприяння японській культурі меча (Nihonto Bunka Shinko Kyokai — NBSK) за цуба виготовлену із шинчу (сплаву на основі міді, подібного до латуні) на якій зображено бабку. Робота виставлена в Okura Shuko-kan Museum (Токіо, Японія).
2011 — відзнака «nyusen» (入選) на 2-му конкурсі NBSK.
2012 — нагорода «Kinsho» (金賞第二席, друга золота нагорода) за цуба «Under pines, beneath the moon», представлену на 3-й конкурс NBSK. Форд Галлам — перший іноземець, що отримав таку нагороду. Робота виставлена в Okura Shuko-kan Museum (Токіо, Японія).
2013 — нагорода «Kinsho» (金賞第1席, перша золота нагорода) на 4-му конкурсі NBSK за цуба «Dragonfly Glade», що містить зображення очерету на березі річки та інкрустовану і вирізьблену бабку. Робота виставлена в Okura Shuko-kan Museum (Токіо, Японія).
2014 — присуджено «Tokubetsu-sho» (特別賞, спеціальна нагорода, що вище золотих нагород) на 5-му конкурсі NBSK та «Sakakicho kyoiku iinkai kyoiku-cho-sho» (坂城町教育委員会教育長賞, нагорода голови Департаменту освіти міста Сакакі (префектура Наґано, Японія)) за цуба із зображенням квітки ірису.
2015 — відзнака «nyusen» (入選) на 6-му конкурсі NBSK за залізну цуба «Shinsei (新生)» з інкрустацією «метелик».
2022 — нагорода «Kinsho» (金賞第二席, друга золота нагорода) на 12-му конкурсі NBSK за цуба із бабкою.
2024 — нагорода «Ginsho» (銀賞第一席, перша срібна нагорода) на 14-му конкурсі NBSK за Kanagu (деталі оправи меча).

## Просвітницька діяльність

### Поширення інформації за допомогою Інтернет-ресурсів
У 2007 році на платформі Ютуб створив спеціалізований канал «Ford Hallam's Japanese Metalwork Channel», де розміщено 167 відеофайлів (50 годин детальних інструкцій щодо технічних та естетичних аспектів традиції японської металообробки), що станом на 04.09.2024 набрали 2 067 204 переглядів. Серед найбільших проєктів:
- «Utsushi — in search of Katsuhira's tiger» (Уцуші — У пошуку тигра Кацухіри) — документальний фільм 2009 року, що демонструє повний цикл створення цуба із застосуванням традиційних матеріалів, інструментів та технологій доступних майстрам періоду Едо. Зокрема показано відтворення за чорно-білим фото цуба майстра періоду Едо Hagia Katsuhira (1804—1886) із зображенням тигра у бамбуку, що на той момент вважалася втраченою. Проєкт тривав з червня по жовтень і здійснювався у співпраці з режисером Бредом Шаффером (Brad Schaffer) за фінансування Боба Моррісона (Bob Morrison).[16]
- «Yugen — the making of a tsuba by Ford Hallam» (Юґен — Виготовлення цуба Фордом Галламом) — документальний фільм 2014 року, також створений Бредом Шаффером (Brad Schaffer) за фінансування Боба Моррісона (Bob Morrison). Музику спеціально для фільму написав відомий південноафриканський композитор Саша Соннбіхлер (Sasha Sonnbichler).
- «How was it made? Tsuba» (Як це було зроблено? Цуба) — проєкт 2018 року зі створення копії цуба майстра Gotō Mitsuakira (також читається як Mitsuaki, інше ім'я Gotō Hōjō, 16-й майстер школи «Гото», 1816—1856) для колекції Музею мистецтв Вікторії й Альберта (Лондон, Велика Британія).[17]
- «Ford Hallam Tsuba School: Hosa-Kusa, Creating a Modern Classic» (Школа цуба Форда Галлама: Хоса-Куса, створення сучасної класики) — цикл із 13 навчальних відео. Проєкт 2020 року демонструє повний процес створення цуба «Hosa-Kusa» (з японської «тонка трава»), розробленої та виготовленої Фордом Галламом.
- «Tosogu Insights» (Тосогу інсайт) — серія 15 відео, що знайомлять глядачів зі зразками елементів оправи японського меча видатних майстрів минулого.
- «Ginko Leaf Inlay Class» (Уроки з інкрустації листям гінкго) — серія із 12 навчальних відео (2020—2021 рр.), що демонструє класичну японську техніку інкрустації, відому як «хон-зоган», або справжню інкрустацію.
- «Uchidashi — Dragonfly Menuki» (Учідаші — менукі «Бабка») — серія із 16 відео, що знайомить із технологією учідаші (формування металу подібне до карбування, але не тотожне йому), яка застосовується для виготовлення менукі — традиційного елемента оздоблення руків'я японської холодної зброї.
- «What's on my bench» (Що на моєму верстаку) — серія із 14 відео, що демонструють поточний стан виробів, які виготовляються або реставруються у майстерні Форда Галлама.
- «Stepping Stones» (Сходинки) — серія із 10 відео, що демонструють деякі роботи, які були виконані Фордом Галламом приблизно за 28 років.
- «Aiming for mukansa» (Націлений на Мукансу) — проєкт 2023 року із 20 відео, що демонструють процес створення копії залізної цуба «Ірис» майстра Kano Natsuo (1828—1898) для подання на конкурс NBSK (Товариство сприяння японській культурі меча). На момент створення даної цуба Форд Галлам мав 7 золотих нагород. У випадку присудження 8-ї він буде першим не японцем, який отримає звання «Mukansa» (無鑑査, дослівно «звільнено від оцінювання»), яке означатиме, що його вироби експонуються без оцінювання, йому не присуджуються нагороди, оскільки у нього немає конкурентів.[18]

З метою популяризації традиційного японського мистецтва обробки металу та деяких пов'язаних із ним ремесел, виготовлення елементів оправи холодної зброї, сприяння розумінню японської естетики і, зокрема, живопису та мініатюрної скульптури, а також допомоги майстрам-початківцям у 2008 році створив спеціалізований інтернет-форум «Following the Iron Brush» (з технічних причин на момент написання статті форум недоступний). Учасник низки інтернет-форумів присвячених металообробці та колекціонуванню японської холодної зброї та елементів її оправи, зокрема, «The Carving Path», «Nihonto Message board», «Bladesmith's forum.com». Вів блог «Postcards from the path», сайт «Fordhallam.com», сторінку у мережі Фейсбук та канал на платформі «Patreon». 

### Виставки, конференції, семінари, навчальні курси та майстер-класи
1992 — персональна виставка у Бірмінгемському музеї (Велика Британія). Музей також придбав 2 цуби Форда («Ямочки (Dimples)» та «Птахи-чоботарі у струмку (Avocets in a stream)»).
1995 — участь у виставці зв'язків Японії та Корнуольської асоціації ремесел.
2001 — друга виставка цуба та інших робіт у Бірмінгемському музеї (Велика Британія).
2006 (листопад) — художник-демонстратор на виставці «Japanese Metal Work Past and Present» разом із своїм учителем Izumi  Koushiro Sensey у Центрі культурного обміну «Hishio» міста Katsuyama (префектура Окаяма, Японія).
2011 (вересень—листопад) — участь у виставці «The Power of Making» у Музеї мистецтв Вікторії й Альберта із демонстрацією yuwake — традиційного процесу лиття металу у гарячу воду та yama-oroshi («стукання згори») — кування зливка (Лондон, Велика Британія).
2013 (жовтень—листопад) — 4-тижневі інтенсивні курси класичної японської декоративної обробки металу та 6-денний вступний курс японської декоративної обробки металу у ковальській майстерні Зака Джонаса (Zack Jonas) у Вілмоті (Нью-Гемпшир, США).
2014 (квітень) — 2-тижневий вступний курс металообробки у Центрі мистецтв та ремесел «The Ranch» у Сногоміші (штат Вашингтон, США).
2014 (квітень—травень) — тижневий вступний курс металообробки та тижневий курс різьблення металу у ковальській майстерні Зака Джонаса (Zack Jonas) у Вілмоті (Нью-Гемпшир, США). 
2014 (травень) — участь у конференції «EG8» — 8-му щорічному зібранні талановитих і працьовитих інноваторів будь-яких галузей у місті Монтерей  (Каліфорнія, США). 
2014 (серпень) — виступ із демонстрацією робіт спільно з японським ковалем-зброярем Taro Asano (Ґіфу, Японія) на публічному заході у Фортеці Безансон (фр. Besançon Citadel, Бургундія-Франш-Конте, Франція).
2014 (жовтень) — вступний курс металообробки у ковальській майстерні Зака Джонаса (Zack Jonas) у Вілмоті (Нью-Гемпшир, США). 
2015 (квітень) — 2-тижневий інтенсивний курс з різьблення металу та з учідаші у Центрі мистецтв та ремесел «The Ranch» у Сногоміші (штат Вашингтон, США). 
2015 (травень) — 6-денний курс «Introduction to Japanese Metalwork» та  3-денний курс nunome-zogan  у ковальській майстерні Зака Джонаса (Zack Jonas) у Вілмоті (Нью-Гемпшир, США).
2015 (травень) — 4-денний вступний курс із різьблення металу та виготовлення цуба у студії металообробки «Tamahagane Arts» у Гамільтоні (Онтаріо, Канада).
2016 (квітень) — 3-тижневий майстер-клас з металообробки у Центрі мистецтв та ремесел «The Ranch» у Сногоміші (штат Вашингтон, США).
2016 (квітень) — участь у конференції «EG10» — 10-му щорічному зібранні талановитих і працьовитих інноваторів будь-яких галузей у центрі виконавських мистецтв «Sunset Center» міста Кармел-бай-те-Сі (Каліфорнія, США).
2016 (квітень—травень) — 2-тижневий майстер-клас з металообробки у ковальській майстерні Зака Джонаса (Zack Jonas) у Вілмоті (Нью-Гемпшир, США).
2016 (вересень) — лекція «The Compositional Analysis of Antique Japanese Sword Fittings» у Ешмолівському музеї мистецтва та археології Оксфордського університету (Окфорд, Велика Британія).
2016 (жовтень) — 3-тижневі заняття з учідаші, мокуме-гане та різних технік справжньої інкрустації у ковальській майстерні Зака Джонаса (Zack Jonas) у Вілмоті (Нью-Гемпшир, США).
2016 (листопад) — 3-денні та 5-денні навчальні курси «Iron Brush Introductory Class» у студії «Following the Iron Brush» (Торкі, графство Девон, Велика Британія).
2017 (березень) — 3-тижневий курс японської металообробки у студії «Following the Iron Brush» (Торкі, графство Девон, Велика Британія).
2017 (січень—березень) — участь у виставці «Нецке. Форми, що поєднують Едо та сучасність» з нецке «У темряві» в Художній галереї міста Мітака (префектура Токіо, Японія).
2017 (жовтень) — майстер-клас з металообробки у ковальській майстерні Зака Джонаса (Zack Jonas) у Вілмоті (Нью-Гемпшир, США).
2017 (жовтень) — 2-тижневий курс з учідаші та катакірі (різьблення металу долотом) у студії «Following the Iron Brush» (Торкі, графство Девон, Велика Британія).
2019 (березень—квітень) — два 5-денних навчальних семінари: інтенсивний курс «Introduction to Japanese Metalworking» та спеціальний курс з uchidashi в ювелірній лабораторії «Anneville Studio» у Сан-Дієго (Каліфорнія, США).
2023 (липень) — участь у науковій конференції «The Mensa Isiaca under Review: Technical study and new interpretation» у Єгипетському музеї (італ. Museo Egizio) в Турині (Італія).

## Учні та послідовники
Серед учнів Форда Галлама, що навчалися безпосередньо у нього в майстерні або під час виїзних курсів та майстер-класів у інших країнах, є низка таких, що отримали визнання у Японії та стали лауреатами престижних конкурсів Товариства сприяння японській культурі меча (NBSK).  
Lorenzo Amati (Італія):
- 2011 рік — відзнака «nyusen» (入選) на 2-му конкурсі NBSK.[9]
- 2015 рік — відзнака «nyusen» (入選) на 6-му конкурсі NBSK.[13]

Remo Soza Nogueira (Бразилія):
- 2011 рік — відзнака «nyusen» (入選) на 2-му конкурсі NBSK.[9]
- 2013 рік — відзнака «nyusen» (入選) на 4-му конкурсі NBSK.[11]
- 2014 рік — відзнака «nyusen» (入選) на 5-му конкурсі NBSK.[12]
- 2015 рік — нагорода «Dosho» (銅賞第一席, перша бронзова нагорода) на 6-му конкурсі NBSK.[13]
- 2016 рік — відзнака «nyusen» (入選) на 7-му конкурсі NBSK.[28]

Marcus Chambers (США):
- 2015 рік — нагорода «Sakaki chocho-sho» (坂城町長賞, нагорода мера міста Сакакі (префектура Наґано, Японія)) на 6-му конкурсі NBSK.[13]
- 2016 рік — нагорода «Koeki zaidanhojiin bunka shinko kyokai kaicho-sho» (公益財団法人日本刀文化振興協会会長賞, нагорода голови NBSK) на 7-му конкурсі NBSK.[28]
- 2018 рік — нагорода «Kinsho» (金賞第二席, друга золота нагорода) на 9-му конкурсі NBSK.[29]
- 2024 рік — нагорода «Ginsho» (銀賞第三席, третя срібна нагорода) на 14-му конкурсі NBSK.[15]

Roman Urban (Чехія):
- 2015 рік — відзнака «nyusen» (入選) на 6-му конкурсі NBSK.[13]

Kevin Adams (Канада):
- 2015 рік — нагорода «Ginsho» (銀賞第二席, друга срібна нагорода) на 6-му конкурсі NBSK.[13]
- 2016 рік — нагорода «Kinsho» (金賞第二席, друга золота нагорода) на 7-му конкурсі NBSK.[28]
- 2017 рік — нагорода «Sakakicho kyoiku iinkai kyoiku-cho-sho» (坂城町教育委員会教育長賞, нагорода голови Департаменту освіти міста Сакакі) на 8-му конкурсі NBSK.[30]
- 2018 рік — нагорода «Dosho» (銅賞第一席, перша бронзова нагорода) на 9-му конкурсі NBSK.[29]

Christoph Kopp (Німеччина):
- 2018 рік — нагорода «Ginsho» (銀賞第二席, друга срібна нагорода) на 9-му конкурсі NBSK.[29]
- 2019 рік — відзнака «nyusen» (入選) на 10-му конкурсі NBSK.[31]
- 2021 рік — нагорода «Dosho» (銅賞第二席, друга бронзова нагорода) на 11-му конкурсі NBSK.[32]
- 2022 рік — відзнака «nyusen» (入選) на 12-му конкурсі NBSK.[14]
- 2025 рік — нагорода «Ginsho» (銀賞第三席, третя срібна нагорода) на 15-му конкурсі NBSK.[33]

Anne Wolf (США):
- 2023 рік — нагорода «Dosho» (銅賞第一席, перша бронзова нагорода) на 13-му конкурсі NBSK.[34]

## Захоплення у різні періоди життя
Бойові мистецтва (3-й дан карате стилю Годзю-рю, 1-й дан іайдо стилю Мусо Сінден-рю), гра на класичній гітарі, японська каліграфія.

## Цікаві факти
- За спогадами Форда, його «перше знайомство з Японією» відбулося у 1981 році в Музеї історії культури в Кейптауні (Південно-Африканська Республіка).
- Першу цуба Форд виготовив у 1985 році в Кейптауні. Це була копія роботи майстра школи «Нара» Yasuchika Tsuchiya I (1670—1744) із сюжетом «Журавель, що танцює» (м’яка сталь, товщина 5 мм).
- Ймовірно першим конкурсом, де Форд Галлам демонстрував свої робити, був конкурс дизайну проведений British Token Society орієнтовно у 1991—1992 роках. Конкурсні роботи оцінював Terutaka Kawabata Sensey. Призом за представлену залізну цуба із сюжетом «Птахи-чоботарі у струмку» стала книжка про цуба. У 1992 році згадану цуба придбав Бірмінгемський музей.
- Першу спробу потрапити на навчання до Японії Форд Галлам здійснив, відвідавши посольство Японії, щоб з'ясувати які для цього є можливості. Там його вислухали та, дізнавшись про бажання вивчати традиційні японські ремесла, пояснили, що як чужоземець він ніколи не буде прийнятий, для цього необхідно народитися в родині японського ремісника.[35]
- На співбесіді із кандидатами на отримання стипендії ім. Вінстона Черчілля, яку Форд Галлам проходив навесні 1993 року,[6] була присутня молодша дочка Вінстона Черчілля Мері Сомс (Mary Soames, 1922—2014).[4]
- Підпис (мей) на роботах Форда Галлама абеткою кандзі «步王道» читається як «Fo oo do», що в перекладі з японської «йти небесною(царською) дорогою». Запропонований на початку навчання учителем Форда сенсеєм Ізумі Кошіро (Izumi  Koushiro Sensey) через фонетичну співзвучність з іменем «Форд» японською мовою, а також через те, що точне вказання на виробах імені абеткою катакана «フォード・ハラム» виглядатиме недостатньо елегантно.[36] До того (до 1993 року) — стилізована під ієрогліф монограма з ініціалів «FIH». На деяких роботах стоїть альтернативний підпис «手段», що читається як «Shudan» (у вільному перекладі «розмова рук» — тісне спілкування між руками майстра та матеріалом, що вони обробляють).[21]
- Більшу частину ранніх цуба Форд Галлам, у порушення традиції, підписував на зворотній стороні (ura), відчуваючи незручність ставити своє ім'я на лицеву сторону (omote).[37]